# (4980) Magomaev
(4980) Magomaev ist ein Asteroid des Hauptgürtels, der am 19. September 1974 von der russischen Astronomin Ljudmila Iwanowna Tschernych im Krim-Observatorium entdeckt wurde.
Die Namensgebung erfolgte am 5. März 1996 nach dem aserbaidschanischen Komponisten Müslüm Maqomayev (1942–2008).